# Browar Zamkowy Cieszyn
Arcyksiążęcy Browar Zamkowy Cieszyn Sp. z o.o. – browar w Cieszynie powstały w 1846 roku. Jest to najdłużej, nieprzerwanie działający browar w Polsce. Od 23 grudnia 2020 do końca stycznia 2023 browar należał do spółki Felix Investments. Od 1 lutego 2023 właścicielem browaru był Mirosław Gruszka. Obecnie, od kwietnia 2023 roku, właścicielami spółki są KDW FIZ i MJG FIZAN (KDW Fundusz Inwestycyjny Zamknięty i MJG Investments Funduszu Inwestycyjnego Zamkniętego Aktywów Niepublicznych). 

## Historia

### Browar na Wzgórzu Zamkowym
Prapoczątki Browaru Zamkowego w Cieszynie sięgają 1653 roku, w którym cesarz Ferdynand III nadał księstwo cieszyńskie swojemu synowi, księciu Ferdynandowi IV. W tym samym roku komisarz księcia mianował Kaspara Tłuka z Toszonowic regentem dóbr książęcych, które utworzył kompleks zwany Komorą Cieszyńską. Pod koniec 1653 r. regent Tłuk uruchomił na zamku w Cieszynie browar. Zrobił to niezgodnie z prawem, gdyż złamał tym samym przywilej mili należący do miasta Cieszyna. Ze względu na silne protesty mieszczan regent przerwał czasowo produkcję piwa, ale po pewnym czasie wznowił ją ponownie tym razem dostarczając piwo wyłącznie poza obszar jednej mili zastrzeżonej dla miasta.

### Browar Habsburgów
W 1838 roku arcyksiążę Karol Ludwik Habsburg postanowił gruntownie przebudować swoją cieszyńską rezydencję. W tym celu sprowadził wiedeńskiego architekta Josepha Kornhäusla, który zlecił rozbiórkę ruin zamku piastowskiego z wyjątkiem wieży i romańskiej rotundy. W niedługim czasie na Górze Zamkowej powstał nowy, klasycystyczny pałac wraz z oranżerią i parkiem w stylu angielskim. Niejako przy okazji tej wielkiej przebudowy zachęcony sukcesami, jakie w owym czasie zaczęło na rynku odnosić piwo typu pilzneńskiego, książę cieszyński Karol Ludwik postanowił zbudować własny browar w Cieszynie.
Cieszyn posiadał długie tradycje piwowarskie, bowiem już od XV wieku istniał tu browar mieszczański. Nie był on jednak własnością księcia, a ponadto produkowano w nim wyłącznie piwo tradycyjne górnej fermentacji w niewielkich ilościach. Dlatego ok. 1840 roku tuż pod zamkiem, na stoku wzgórza rozpoczęto budowę nowoczesnego browaru, który miał zająć się produkcją piwa typu pilzneńskiego na skalę przemysłową. Budowę ukończono w 1846 roku i niemal natychmiast po otwarciu zakład rozpoczął swoją działalność.
Piwo z Cieszyna szybko stało się popularne nie tylko w Księstwie Cieszyńskim, ale w całej monarchii habsburskiej. Syn i następca Karola Ludwika, arcyksiążę Albrecht Fryderyk Habsburg, zachwycony sukcesami zakładu rozwinął produkcję i w 1856 roku zdecydował się na założenie kolejnego browaru, który na jego polecenie wybudowano we wsi Pawlusie pod Żywcem. Pierwsi piwowarzy żywieckiego browaru pochodzili z Cieszyna.
Przed I wojną światową browar połączono z Fabryką Win i Likierów w Błogocicach.

### Browar państwowy
Po zakończeniu I wojny światowej i upadku Austro-Węgier doszło do nacjonalizacji majątku książąt cieszyńskich. W 1920 roku browar upaństwowiono i powołano Państwowe Zamkowe Zakłady Przemysłowe w Cieszynie. W latach 20. XX wieku wydzierżawiono go warszawskim przedsiębiorcom skoligaconym m.in. z prezydentem Ignacym Mościckim. W 1933 roku zakład znalazł się pod zarządem Dyrekcji Lasów Państwowych.
W czasie II wojny światowej browar nie uległ likwidacji i nie zaprzestał produkcji. Po 1945 roku
został włączony w skład Bielskich Zakładów Piwowarsko-Słodowniczych, a następnie Zakładów Piwowarskich w Żywcu. Przez cały ten czas, wciąż w tym samym budynku, browar produkował różne gatunki piwa, w tym swój sztandarowy produkt – piwo jasne pełne typu pilzneńskiego.

### Browar Grupy Żywiec
Na początku lat 90. XX wieku cieszyński browar został sprywatyzowany i wraz z browarem żywieckim zakupiony przez holenderski koncern Heineken. Produkcję ograniczono do jednego gatunku piwa, któremu nadano handlową nazwę Żywiec Brackie. Piwa z Cieszyna sprzedawano w tym czasie w całym kraju.
Po kilku latach postanowiono zmienić charakter zakładu na producenta regionalnego, w związku z tym odstąpiono od handlowej nazwy marki Żywiec Brackie i wprowadzono nazwę Brackie. Zmieniono też znacznie oprawę graficzną i rozpoczęto dystrybucję piwa z nastawieniem na rynek lokalny województwa śląskiego. W 2003 roku w browarze w Cieszynie rozpoczęto produkcję marki ogólnopolskiej – Żywiec Porter, która jest jednak dystrybuowana na rynku ogólnopolskim pod logo Browaru Żywiec.
Od 2009 roku w Brackim Browarze Zamkowym w Cieszynie produkowane są jednorazowo warki piw specjalnych dla Grupy Żywiec. W 2009 roku uwarzono tutaj piwo Bracki Koźlak Dubeltowy, którego autorem receptury jest piwowar domowy, Jan Krysiak, zwycięzca VII Konkursu Piwowarów Domowych w Żywcu. W 2010 roku zwyciężczyni VIII Konkursu Piwowarów Domowych w Żywcu, Dorota Chrapek, uwarzyła w cieszyńskim browarze piwo typu belgian pale, ale – Brackie Pale Ale belgijskie. W 2011 roku wyprodukowano w nim piwo Grupy Żywiec dla sklepów sieci handlowej Biedronka – Leżajsk Pszeniczne. W tym samym roku powstał w tym zakładzie piwowarskim Grand Champion Birofilia 2011 – piwo kolońskie, według receptury Jana Szały.
Od 2010 roku browar rozpoczął produkcję piwa typu amber ale, Brackie Mastne.
Został także siedzibą Polskiego Stowarzyszenia Piwowarów Domowych. Wdrożono w nim ponadto projekt przekształcenia zakładu w żywe muzeum piwowarstwa.
W 2011 roku doszło do formalnej konsolidacji browaru z Grupą Żywiec.

### Arcyksiążęcy Browar Zamkowy Cieszyn
W 2015 roku browar zamkowy w Cieszynie uzyskał większą autonomię i stał się niezależną, oddzielną jednostką organizacyjną. Pozostawał nadal częścią grupy kapitałowej Żywiec, ale posiadał własną, niezależną strukturę i identyfikację wizualną pod nazwą Browar Zamkowy Cieszyn.
23 grudnia 2020 firma Felix Investments kupiła 100% akcji browaru od Grupy Żywiec.
Od kwietnia 2023 roku właścicielami spółki są KDW FIZ i MJG Investments FIZAN

## Architektura
Zamek został wzniesiony na zlecenie arcyksięcia Karola Ludwika, a kamień węgielny pod jego budowę położył arcyksiążę Albrecht Fryderyk. Powstał według planów wiedeńskiego architekta – Józefa Kornhäusla, a nadzór nad budową sprawował mistrz murarski sprowadzony z Wiednia – Fryderyk Baldauf. „Serce” browaru stanowi czteroskrzydłowy, trójkondygnacyjny prostokątną budynek z dziedzińcem pośrodku. Budynek zyskał obronny charakter dzięki temu, że jego naroża i brama została ozdobiona pseudorustyką.
Historyczny układ zabudowy budynków i pomieszczeń browaru był podzielony ze względu na ich funkcję.
Budynek główny jest połączony z leżakowniami, które stanowią skład zespołu podziemnych korytarzy. Zostały one usytuowane na różnych poziomach wzgórza zamkowego. Obiektem przylegającym do budynku browaru w części południowo-zachodniej, jest wysoka piwnica – tunel lodowy, który został wydrążony pod wzgórzem zamkowym, prawie do połowy dziedzińca średniowiecznego zamku górnego. Składowano w nim lód, który był wykorzystywany w procesie produkcyjnym.
Słodownia zbudowana z cegły i kamienia, mieszcząca piwnice do moczenia i słodowania jęczmienia była zlokalizowana w podziemiach browaru. Magazyny jęczmienia i słodu, pomieszczenia do czyszczenia zboża przed słodowaniem oraz tzw. suszarnia powietrzna były zlokalizowane na piętrach i strychach.
Browarniana warzelnia o autonomicznym charakterze, zajmuje niewielką przestrzeń, choć zdołała pomieścić: kadź zacierną, kadź filtracyjną, kadź pomocniczą z baterią oddzielającą i przyrządem do wysładzania, kocioł pomocniczy z mieszadłem, kocioł do gotowania piwa z koszem chmielowym i pompy.
Izba fermentacyjna została zlokalizowana na pierwszym poziomie piwnic. Były w niej ustawione cylindryczne i stożkowe, otwarte kadzie fermentacyjne przeznaczone do fermentacji dolnej.
Wraz z czasem, aż do I Wojny Światowej, budynek browaru był rozbudowywany i przebudowywany. Obecnie stanowi zespół zabudowań w różnych stylach architektonicznych od biedermeieru po neogotyk.

## Charakterystyka
W zakładzie znajduje się wiele do dziś sprawnie funkcjonujących urządzeń pochodzących z drugiej połowy XIX wieku i początku XX wieku.
Zdolności produkcyjne Brackiego Browaru Zamkowego w Cieszynie wynoszą 240 tysięcy hektolitrów piwa rocznie. Jego produkty są butelkowane oraz rozlewane do beczek keg na miejscu. Piwo wyróżnia się oryginalnością i sposobem warzenia w otwartych kadziach. Piwo Cieszyn z Browaru, a nie z fabryki.

## Marki i gatunki piwa
- Cieszyn Pilsner
- Lager / Lager Cieszyn
- Pszeniczne / Hefe-Weizen
- Double IPA
- Porter Bałtycki

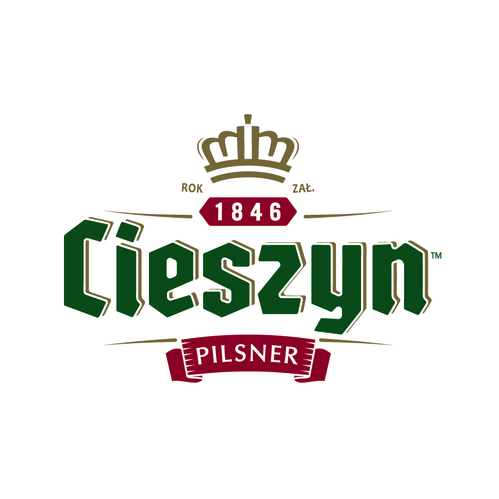
Logo Pilsner Cieszyn

## Archiwalne marki piwa
- Sour Mango Ale (Sour Ale)
- Ciemna Strona Cieszyna (Monachijskie ciemne)
- Mastne – polskie ALE (Bursztynowe polskie ALE)
- Witbier
- Fruit Wheat (Truskawka)
- West Coast IPA / Cieszyńskie West Coast IPA
- Stout / Stout Cieszyński
- Koźlak dubeltowy / Cieszyński Koźlak Dubeltowy (reedycja)
- Lager BIO / Lager BIO Cieszyński (Pale Lager)
- Zdrój Zamkowy (Pale Lager)
- Noszak (Lager)
- UfF0% Granat (napój bezalkoholowy)
- Hop na Kawkę (Brown Porter z kawą)
- Rye Wine / Rye Wine Cieszyński
- Wheat Wine / Wheat Wine Cieszyński
- Angielski Lord / Angielski Lord Cieszyński (Barley Wine)
- Guślarz Cieszyński (Gose)
- Juicy IPA / Juicy IPa Cieszyńskie (Juicy India Pale Ale)
- Czeska Desitka / Czeska Desitka Cieszyńska
- Lekka Brytania / Lekka Brytania Cieszyńska (Mild Ale)
- Brown Porter / Brown Porter Cieszyński (Brown Porter / English Porter)
- UfF0% Mango (Napój bezalkoholowy)
- Quadrupel
- Brackie (lager)
- Żywiec Porter (porter bałtycki)
- Żywiec APA (american pale ale)
- Sezonowe Cieszyńskie (saison)
- FES Cieszyński (foreign stout)
- Mojito Berliner Weisse (Berliner Weisse)
- Czeski Pils (Bohemian Pilsener)
- Porter Bourbon B.A. (Porter Bałtycki B.A.)
- Porter Jubileuszowy (Porter bałtycki)
- Dubbel Cieszyński
- Angielski Lord z Wiśniami B.A. (Barrel Aged – Barley Wine z owocami)
- Session American Bitter (American Bitter)
- Biała Dama / Biała Dama Cieszyńska (Albae cerevisiae)
- Irish Red Ale / Irish Red Ale Cieszyński
- Red Roeselare Ale / Cieszyński Red Roeselare Ale (Flanders Red Ale)
- Witbier Red / Cieszyński Witbier Red (Witbier)
- DarkSaison / Dark Saison Cieszyński (Saison)
- Nowa Anglia / Cieszyńska Nowa Anglia (Vermont IPA)
- Ziółka Dwa i Cztery Zboża (Piwo ziołowe z przyprawami)
- Dubbel (Belgian Dubbel)
- Imperial IPA (Imperial IPA / Double IPA)
- Rauch Bock / Bracki Rauch Bock
- Pale Ale Belgijskie / Brackie Pale Ale Belgijskie (Belgian Pale Ale)
- Koźlak Dubeltowy / Bracki Koźlak Dubeltowy (Doppelbock)

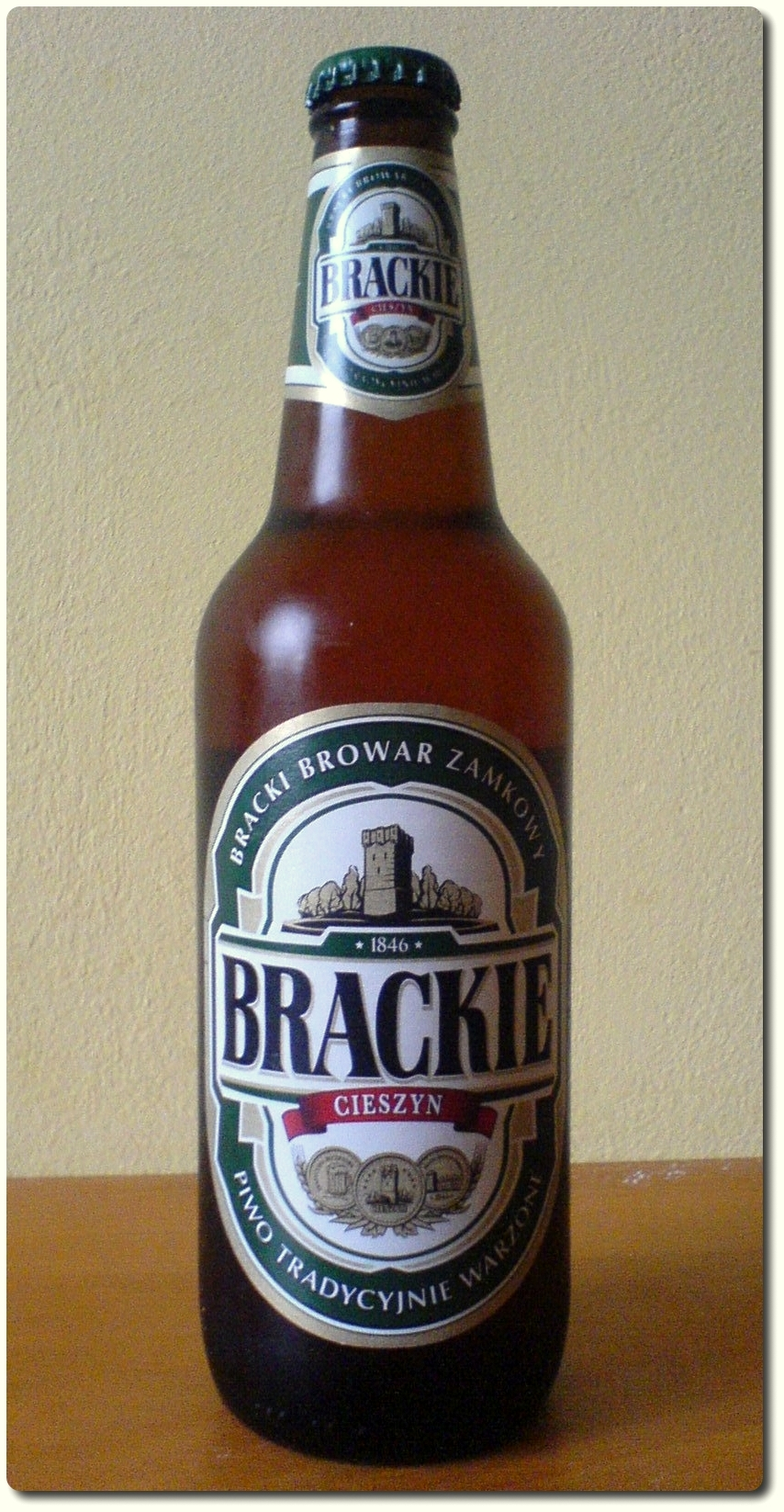
Brackie
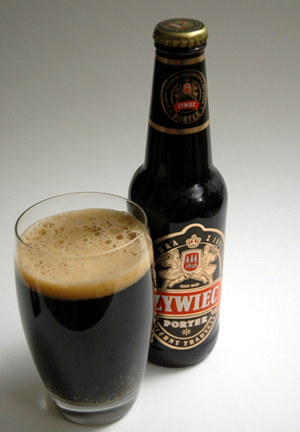
Żywiec Porter

## Piwa specjalne
Browar Zamkowy Cieszyn od 2009 warzy piwa specjalne, które powstają na bazie receptury piwa, które zdobywa tytuł najlepszego piwa roku – Grand Championa w Konkursie Piw Domowych:
Grand Champion Birofilia:
- 2009 – Bracki Koźlak Dubeltowy (doppelbock)
- 2010 – Brackie Pale Ale belgijskie (belgian pale ale)
- 2011 – Bracki Grand Champion Birofilia 2011[20] (kölsch)
- 2012 – Bracki Rauchbock (Koźlak dymiony)
- 2013 – Brackie Imperial IPA (Imperial India Pale Ale)
- 2014 – Dubbel Cieszyński (Dubbel)
- 2015 – Cieszyńskie Red Roeselare Ale (sour ale)
- 2016 – Cieszyński Fruit Wheat
- 2017 – Nowa Anglia (Vermont IPA)
- 2018 – Wheat Wine
- 2019 – Quadrupel
- 2023 – Rauchbock (Korea International Beer Awards 국제맥주대회 KIBA)
- 2023 – Highlander (Korea International Beer Awards 국제맥주대회 KIBA)

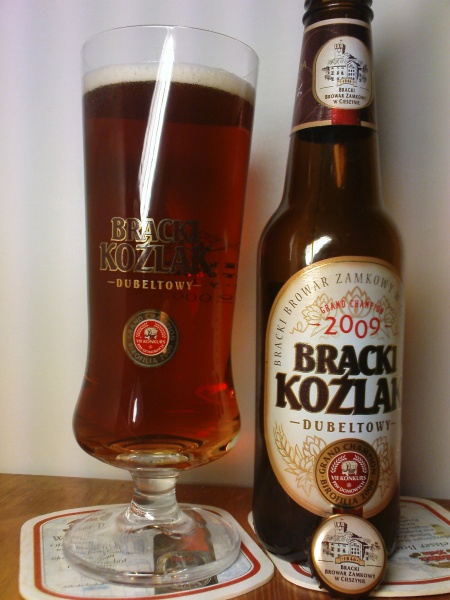
Bracki Koźlak Dubeltowy
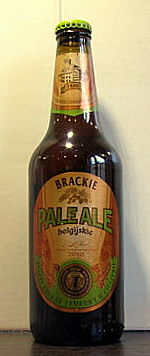
Brackie Pale Ale belgijskie
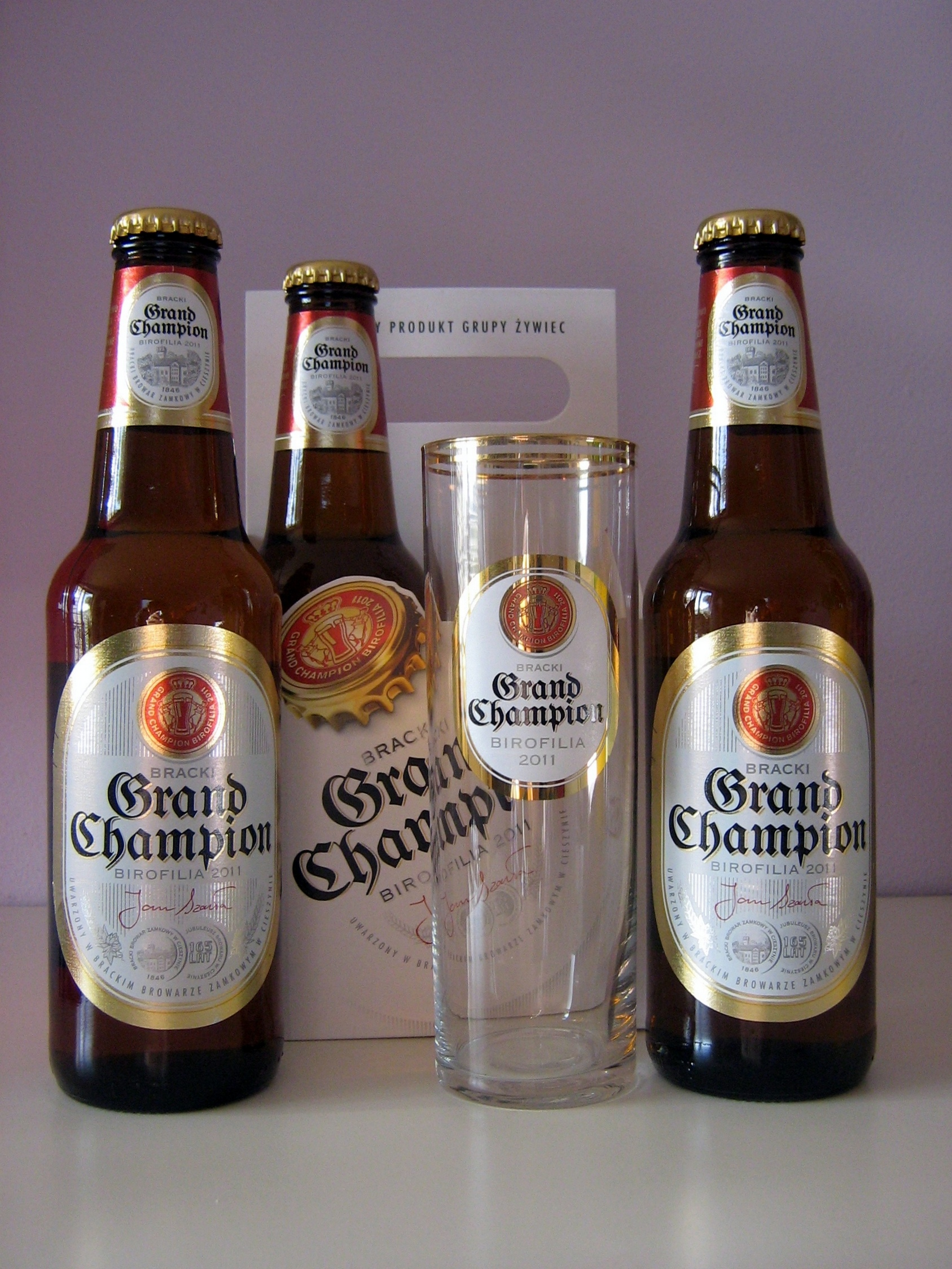
Bracki Grand Champion Birofilia 2011

## Zwiedzanie Arcyksiążęcego Browaru Zamkowego Cieszyn

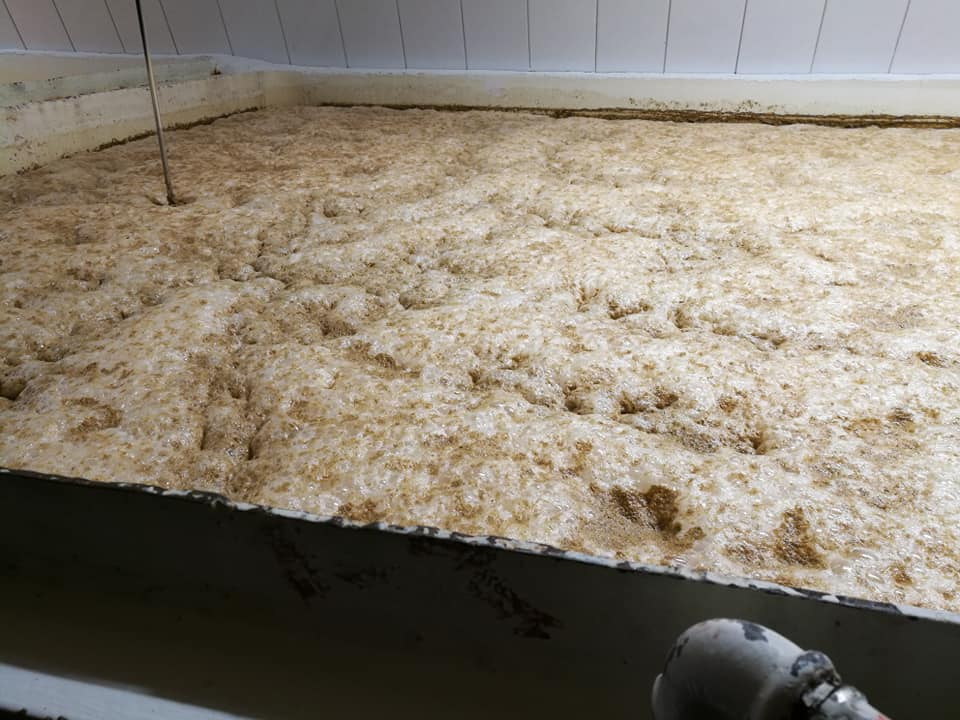
Otwarta fermentacja w Browarze Zamkowym w Cieszynie

Browar Zamkowy Cieszyn jest także żywym muzeum. Część zabudowań wykorzystywana jest jako wystawy stałe, na których są prezentowane procesy produkcji piwa i historia browaru oraz wydarzenia kulturalne. Browar można zwiedzać grupowo lub indywidualnie. „Po zapoznaniu się z historią miejsca odwiedzających czeka przejście przez różnorodne pomieszczenia i etapy produkcji zaczynając od śrutowania przez zacieranie, warzenie, filtrację aż do leżakowni – zwiedzanie odbywa się pod czujnym okiem piwowara, który opowiada o swojej pasji i pracy”. Jedynie fermentownia, w której przebiega fermentacja w otwartych kadziach, pozostaje zamknięta dla zwiedzających ze względu na wynikające z tego ryzyko zakażenia piwa.
Zwiedzanie jest podzielone na dwa sezony:
1. Sezon letni (od 1 kwietnia do 30 września)
  - Piątek: 18:00
  - Sobota: 12:00; 14:00; 16:00; 18:00
  - Niedziela: 12:00; 14:00; 16:00
2. Sezon zimowy (od 1 października do 31 marca) Piwnice Browaru Zamkowego
  - Sobota: 12:00; 14:00; 16:00
  - Niedziela: 12:00; 14:00

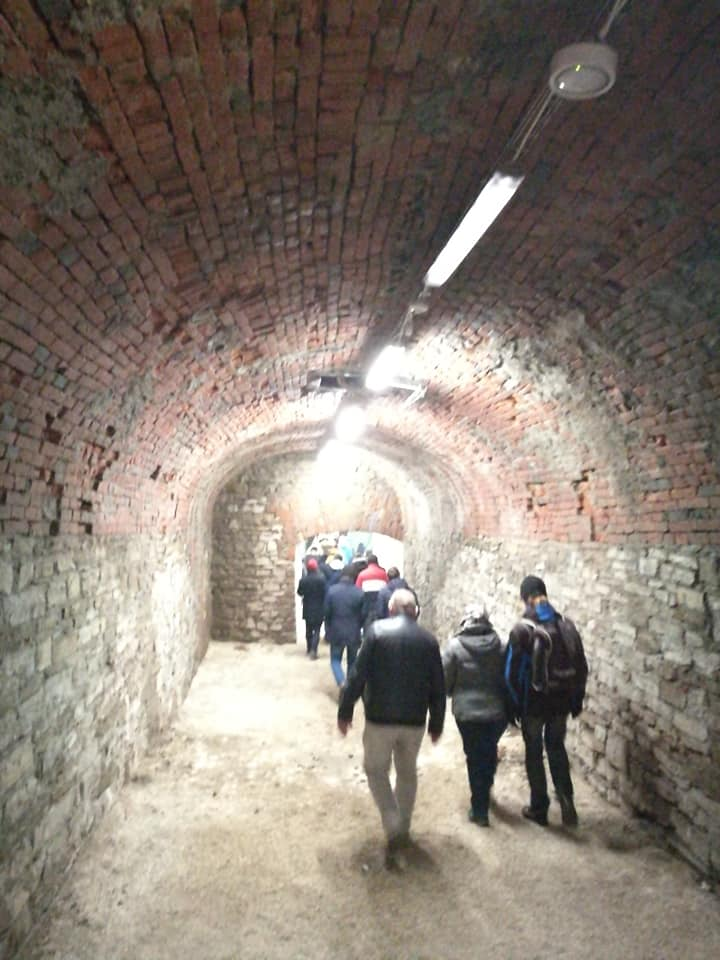
Piwnice Browaru Zamkowego

Czas zwiedzania: od 45 min do 60 min.
Browar można też zwiedzać w trakcie Industriady – Święta Zabytków Techniki Województwa Śląskiego, w trakcie Cieszyńskiej Nocy Muzeów i w trakcie Cieszyńskiej Jesieni Piwnej.

## Cieszyńska Jesień Piwna
Cieszyńska Jesień Piwna, wcześniej Bracka Jesień, to cykliczna impreza, która jest organizowana na terenie Browaru Zamkowego w Cieszynie, w ostatni weekend sierpnia. W te dni odbywają się koncerty muzyczne i degustacje oraz bezpłatne zwiedzanie browaru.
W trakcie Cieszyńskiej Jesieni Piwnej organizowane są dwa konkursy:
- Międzynarodowy Cieszyński Konkurs Piw Domowych PSPD[25], to konkurs w którym biorą udział piwowarzy zgłaszający piwa w następujących kategoriach:
  - w 2018 roku[26]:
    - Piwa kwaśne, w stylach: Brett Beer, Lichtenhainer, Oud Bruin, Mix Fermentation Beer,
    - Pszeniczne i owocowe, w stylach: Witbier, Biere de Garde, Fruit Irish Stout, Italian Grape Ale,
    - Piwa Ciemne, w stylach: American Porter, Scharzbier, Irish Stout, Dunkles Weissbier,
    - Mocne Ale, w stylach: Wheatwine, Wee Heavy, American Strong Ale, Strong Bitter,
    - Specjalne IPA, w stylach: West Coast IPA, White IPA, Belgian IPA, English IPA, Rye IPA,
    - Lekkie Ale, w stylach: Dark Mild, Irish Red Ale, Trappist Single, Scottish Heavy, California Common,
    - Lagery, w stylach: Czech Pale Lager, German Pils, Dunkles Bock, Marzen.

  - w 2019 roku[27]: American Barleywine, American Wheat, Bawarskie Ciemne, Belgian Dark Strong Ale, Brut IPA, Brett IPA, Coffee Pale Ale, Doppelbock, Grodziskie, Jasne Pełne, Kellerbier, Owocowy Berliner Weisse, Roggenbier, Russian Imperial Stout, Saison, Wędzony Foreign Extra Stout,
  - w 2020 roku[28]: Niskoalkoholowe New England IPA (do 2% alk.), Koźlak (bock), Nowofalowy Pils, Czeskie półciemne (polotmavé), Witbier, Gose, American Brown Ale, Juicy Sour, Brett Grodziskie, APA z herbatą, Żytnia IPA, New England (Hazy) IPA, Stout Owsiany, Belgian Tripel, Angielskie barley wine, Pastry Imperial Stout.
- Konkurs Piw Pracowniczych Grupy Żywiec[24], w którym biorą udział osoby na co dzień niezwiązane z produkcją piwa[29]. Grupa Żywiec dla zwycięzcy konkursu konsumenckiego przewiduje nagrodę pieniężną za udostępnienie receptury piwa domowego oraz warzenie go w Browarze Zamkowym w Cieszynie[30].

## Trivia
Od 2017 roku Browar Zamkowy Cieszyn znajduje się na Szlaku Zabytków Techniki Województwa Śląskiego.
Na terenie browaru znajduje się tzw. lodowy tunel wydrążony pod Górą Zamkową, który początkowo służył jako chłodnia i magazyn na lód leżakowanie odbywa się w starych piwnicach, wydrążonych w głębi Góry Zamkowej. Niska temperatura sprawiała, że lód z pobliskich zbiorników wodnych można było magazynować aż do lata. Obecnie tunel służy jako leżakownia, wykorzystywana do dojrzewania piwa.
Browary Zamkowy Cieszyn jest jednym z trzech polskich browarów, w którym odbywa się fermentacja w otwartych kadziach.
W browarze, w okresie II wojny światowej znajdowały się cele więzienne.
Około 70% procent browaru usytuowane jest pod ziemią.